# 陈洪新
陈洪新（1919年3月—2018年5月23日），男，河北唐县人，中华人民共和国政治人物，曾任中共郴州地委书记，湖南省农业科学院党委书记、院长，湖南省政协副主席，第七届全国政协委员。